# Zbiornik Radzyny
Zbiornik Radzyny – zbiornik retencyjny na rzece Samie, zlokalizowany w gminie Kaźmierz i gminie Szamotuły, na północ od Kaźmierza.
Zbudowany w latach 1998–2000 z wykorzystaniem naturalnej doliny rzeki. Składa się z dwóch zapór i powstałych dzięki nim połączonych ze sobą zbiorników. Zapora czołowa ma dł. 385 m i piętrzy wodę na wys. 6,8 m. Zapora nr 2 ma dł. 239 m i piętrzy wodę na wys. 2,3 m. Pierwszy zbiornik ma pow. 80 ha i maksymalna głębokość 3,1 m, natomiast drugi zbiornik jest znacznie mniejszy i płytszy; ma pow. 29 ha i maksymalna głębokość 1,4 m. Całkowita objętość obu zbiorników wynosi 2,88 mln m³.
Radzyny są od momentu powstania intensywnie zarybiane. Dominujące ryby to: jaź, karaś, karp, leszcz, okoń europejski, płoć, szczupak i ukleja. Jezioro otacza Las Radzyński, porastający falistą wysoczyznę, złożony głównie z borów sosnowych o dużej wartości przyrodniczej.

## Galeria

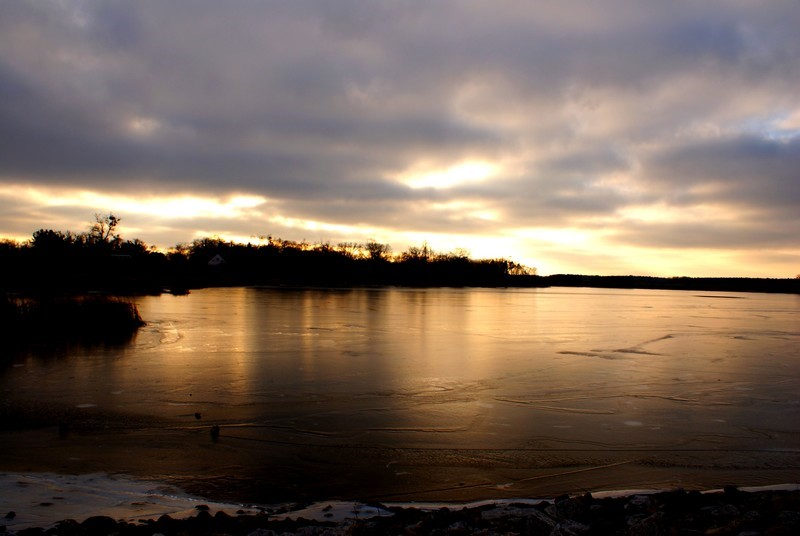
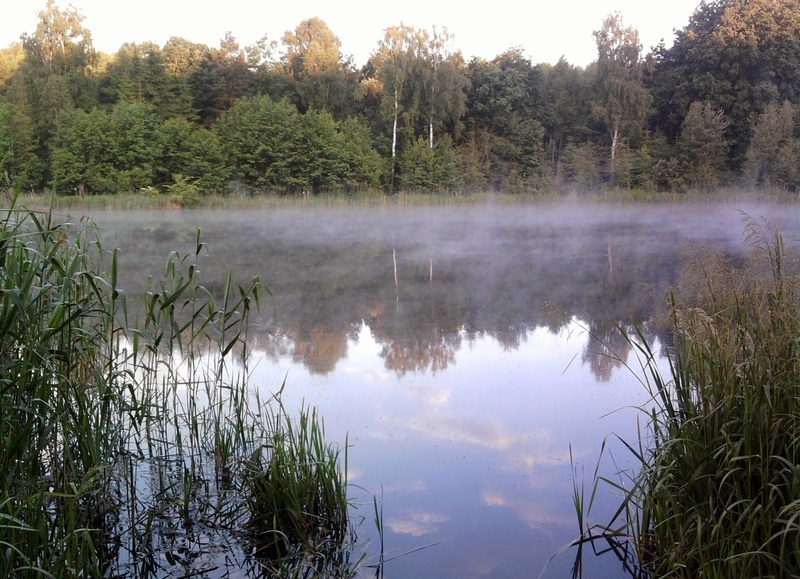
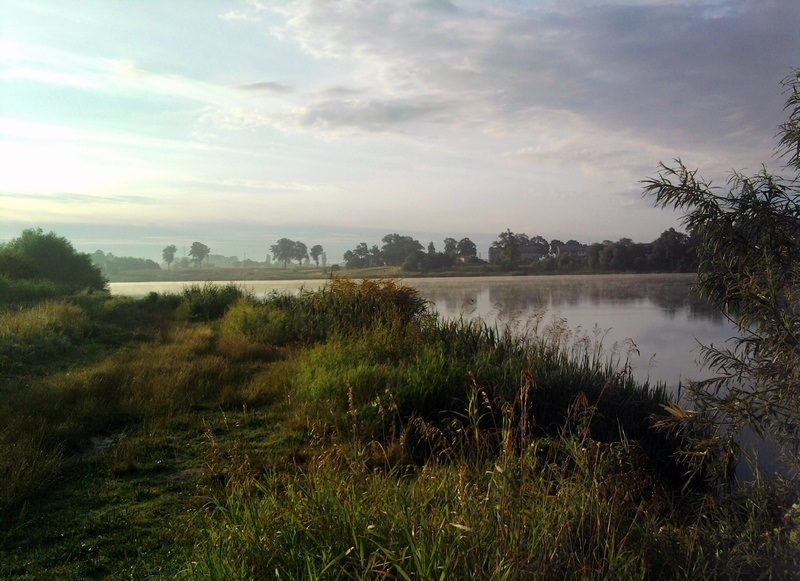
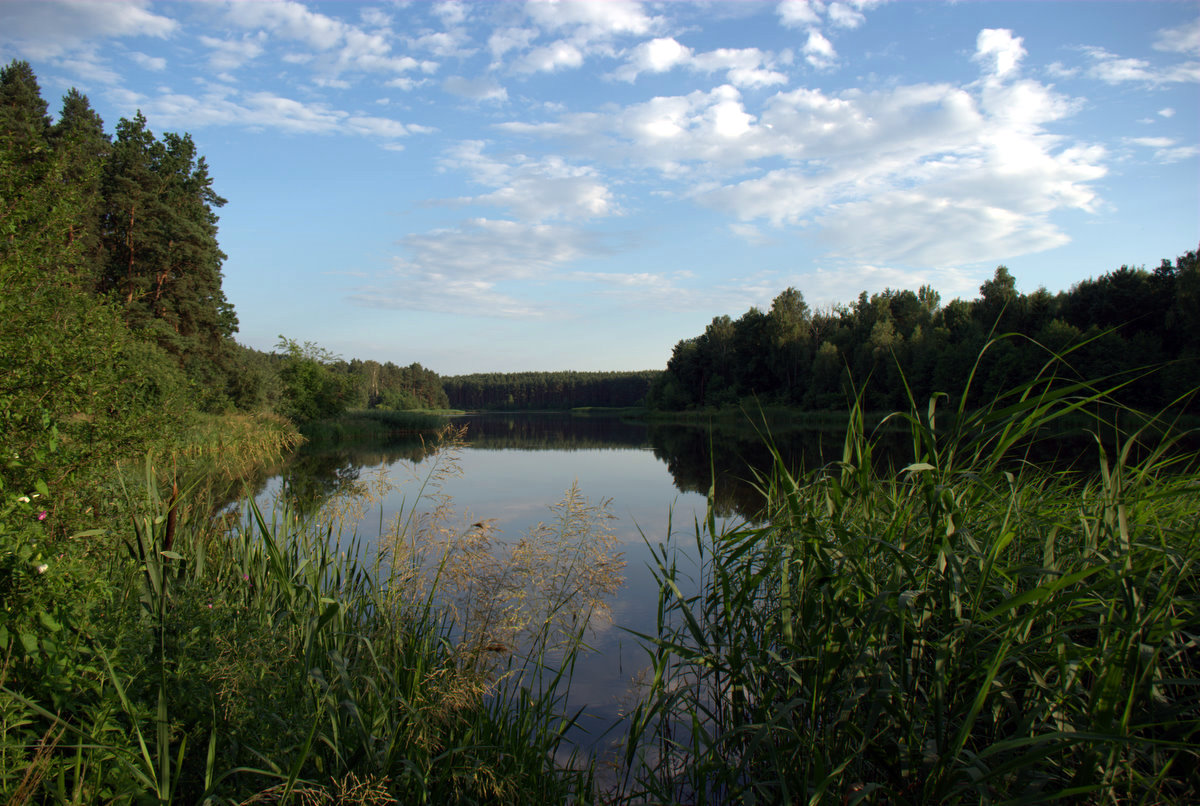
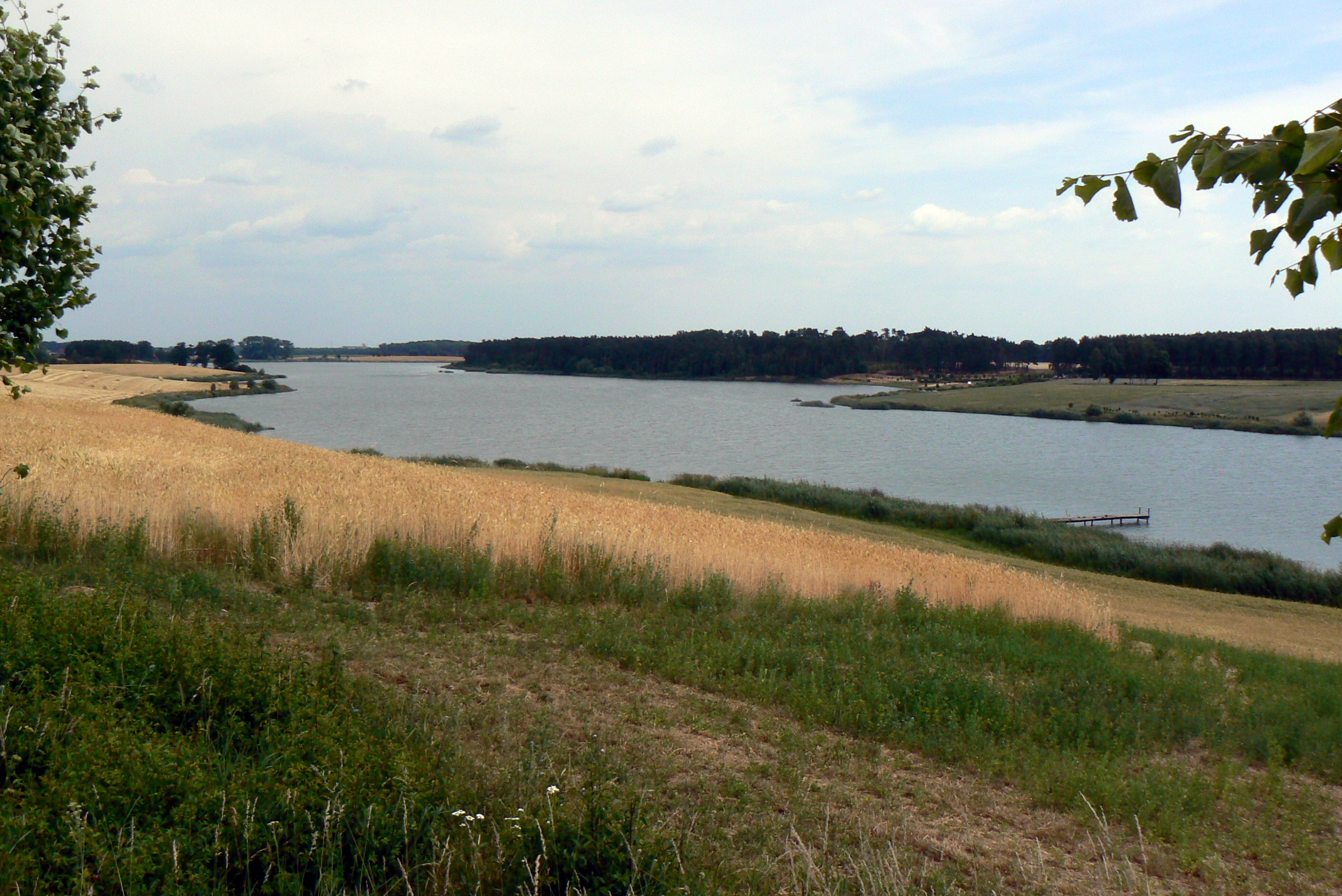
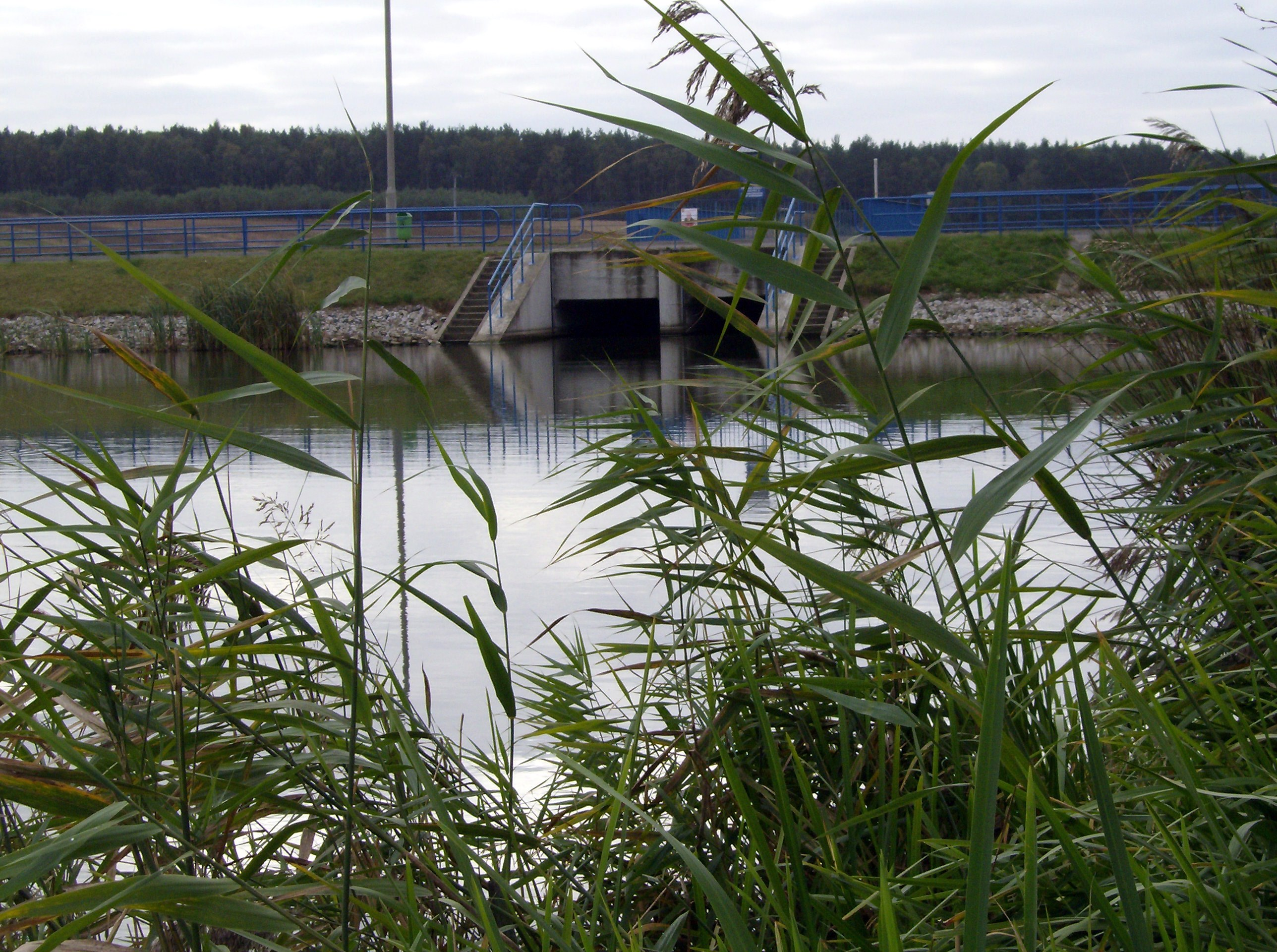
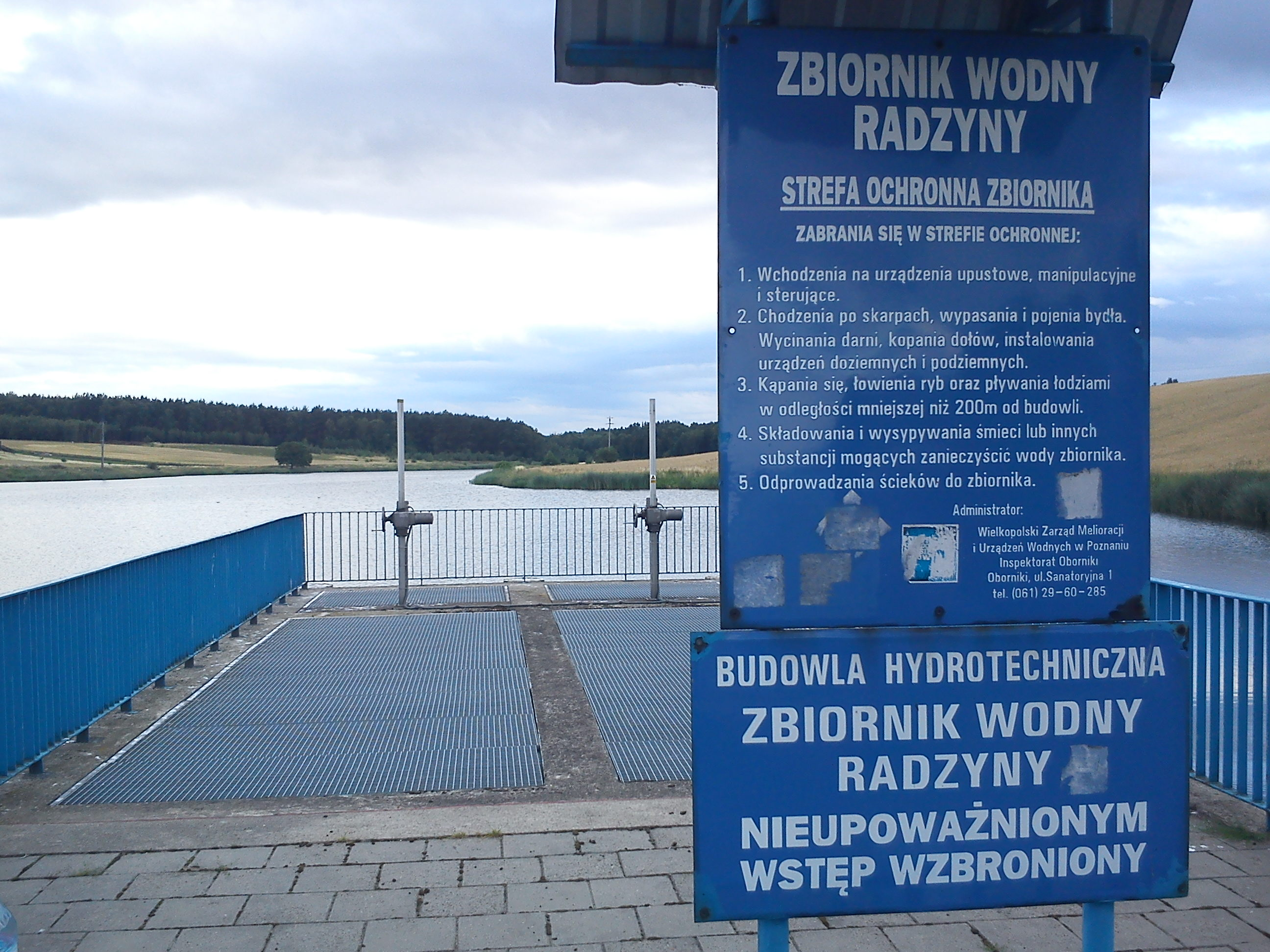